# Liste der Auslandsvertretungen von Belize

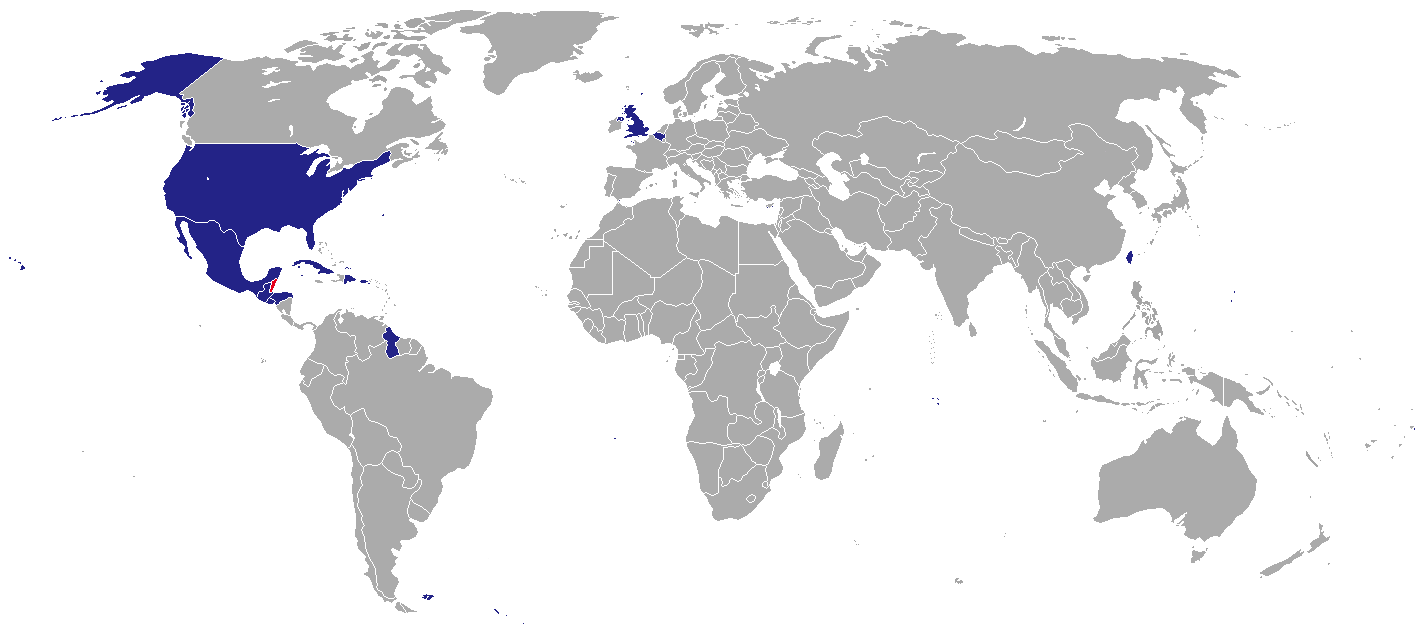
Standorte der diplomatischen Vertretungen von Belize

Dies ist eine Liste der diplomatischen und konsularischen Vertretungen von Belize.

## Diplomatische und konsularische Vertretungen

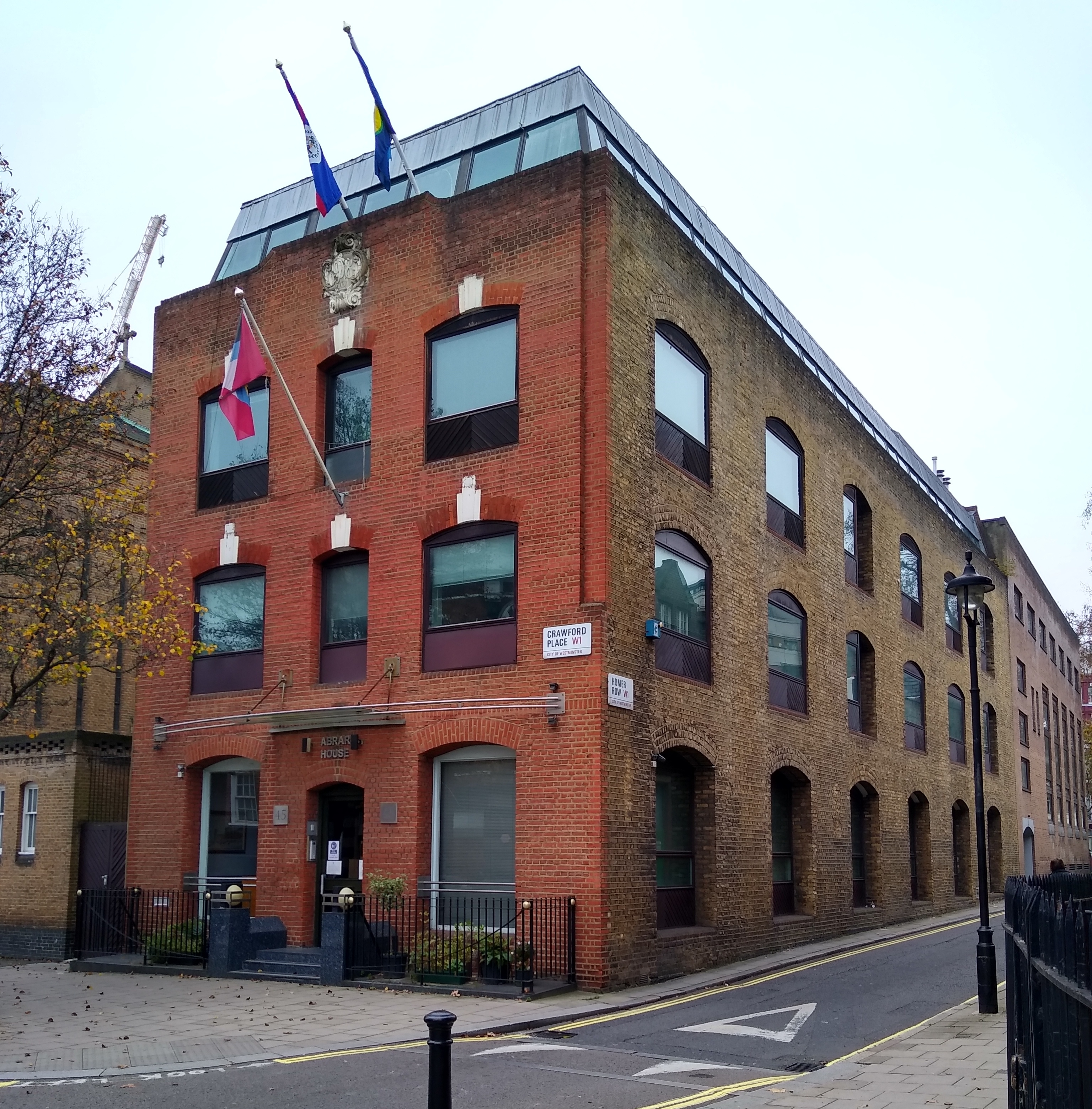
Hohe Kommission von Belize in London

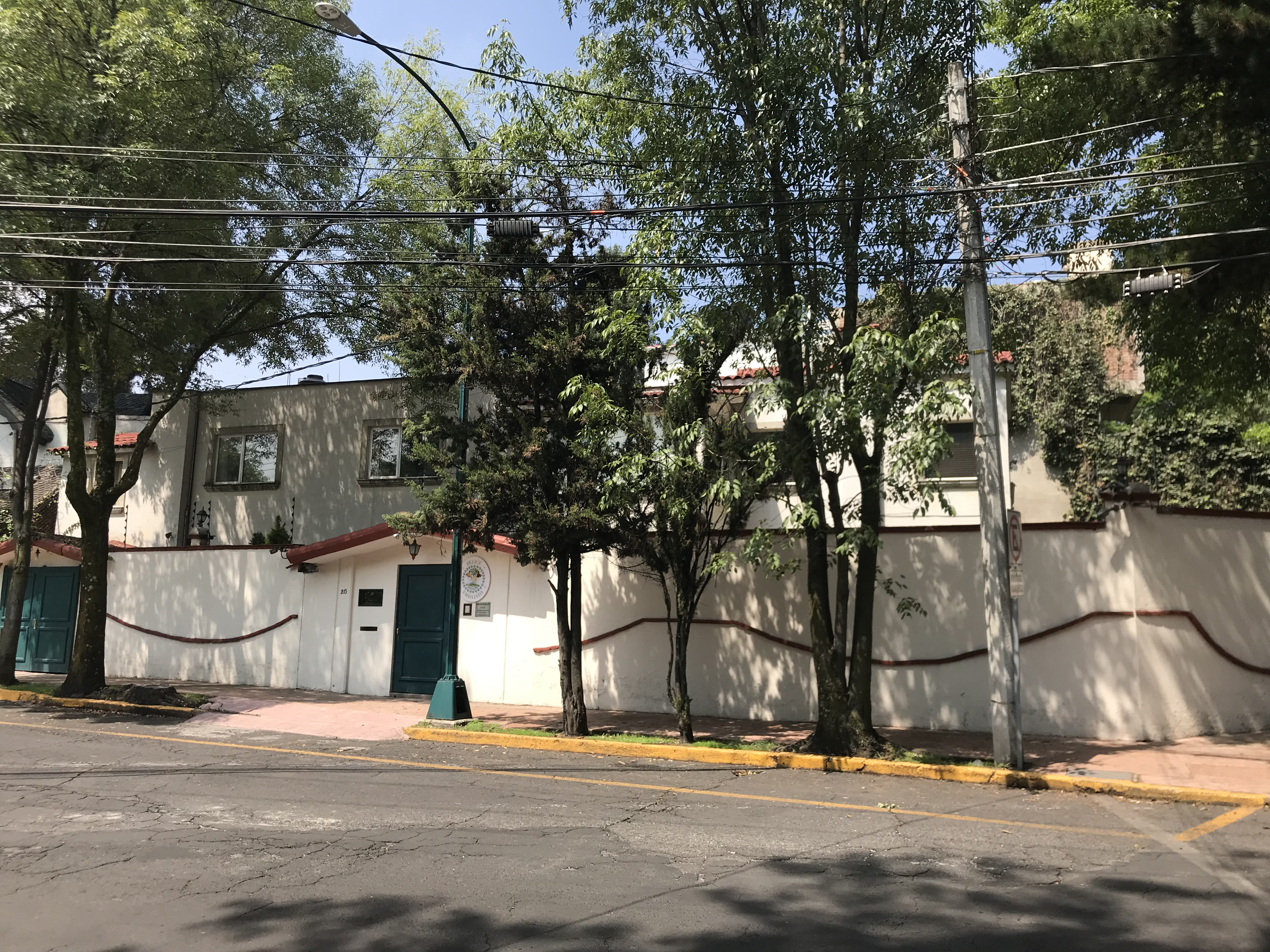
Botschaft von Belize in Mexiko-Stadt

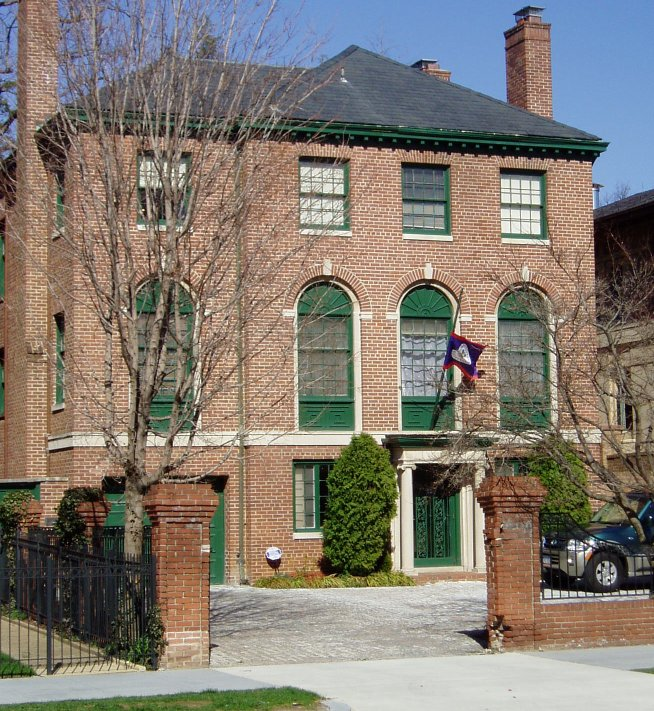
Botschaft von Belize in Washington, D.C.

### Amerika
| - Kuba: Havanna, Botschaft - Dominikanische Republik: Santo Domingo, Botschaft - El Salvador: San Salvador, Botschaft - Guatemala: Guatemala-Stadt, Botschaft - Guyana: Georgetown, Hohe Kommission | - Honduras: Tegucigalpa, Botschaft - Mexiko: Mexiko-Stadt, Botschaft - Vereinigte Staaten: Washington, D.C., Botschaft - Vereinigte Staaten: Los Angeles, Generalkonsulat |

### Asien
- Taiwan: Taipei, Botschaft

### Europa
- Belgien: Brüssel, Botschaft
- Heiliger Stuhl (Vatikan): Rom, Botschaft
- Italien: Mailand, Generalkonsulat
- Vereinigtes Königreich: London, Hohe Kommission

## Vertretungen bei internationalen Organisationen
- Europäische Union: Brüssel, Mission
- Vereinte Nationen: New York, Ständige Mission
- OAS: Washington, D.C., Ständige Mission
- UNESCO: Paris, Ständige Mission
- UNIDO: Wien, Ständige Mission